# Вильсон, Аллан
Аллан Чарльз Вильсон (англ. Allan Charles Wilson; 18 октября 1934 — 21 июля 1991) — американский биохимик, профессор Калифорнийского университета в Беркли, пионер в использовании молекулярной биологии для построения и изучения филогенетических деревьев. Внес огромный вклад в изучение эволюции человека. Одна из самых противоречивых фигур в послевоенной биологии. Его работы привлекли немало внимания других ученых и даже людей, далеких от науки.
Наибольшую известность Аллану принесла совместная работа с его аспирантом Винсентом Сарихом, в которой была показана концепция молекулярных часов, постулированная еще Лайнусом Полингом и Эмилем Цукеркандлем. Его взгляды на природу молекулярной антропологии высших приматов и человеческой эволюции вылились в гипотезу о митохондриальной Еве (все ныне живущие люди генетически произошли от африканской женщины, жившей порядка 200,000 лет назад; совместно с аспирантами Ребеккой Канн и Марком Стонекингоком).
Член Лондонского королевского общества (1986). Единственный в истории Новой Зеландии гражданин, получивший престижную стипендию Мак-Артура (награда для граждан и резидентов США, работающих в любой области за «исключительные достижения и потенциал для долгой и плодотворной работы»; известна также как «грант для гениев»).

## Молодые годы и образование
Аллан Вильсон родился в Нгаруавахии в Новой Зеландии. Школьные годы он провел на семейной молочной ферме, расположенной в Хельветиа, Пукекохе, всего в 20 километрах к югу от Окленда. Учился в местной Воскресной школе, где познакомился с женой викария, которая была поражена его интересом к эволюции. Она посоветовала матери Аллана отправить его в Королевский колледж-школу в Окленде. Там он преуспел в математике и химии. Там же у него развился интерес к биохимии и эволюции, однако, его родители считали, что он должен стать первым в их семействе, кто будет учиться в университете, проводя исследования в областях сельского хозяйства и зоологии. Вильсон встретился с Кемпбеллом Мак-Миканом, профессором и пионером в этой области, который предложил Аллану отправиться в университет Отаго и продолжить там изучение биохимии, вместо ветеринарии. В 1955 году он успешно окончил университет Отаго, получив степень бакалавра в области зоологии и биохимии. Будучи студентом, Вильсон познакомился с птичьим физиологом Дональдом Фарнером, который пригласил его в свою лабораторию, расположенную в Университете штата Вашингтон в Пулмане. Там Вильсон получил степень Мастера в зоологии в 1957 году, где он изучал влияние фотопериодизма на физиологию птиц.
После получения степени магистра, Аллан принял решение переехать в Калифорнийский университет в Беркли и получить там докторскую степень. В 1961 году, работая в биохимической лаборатории Артура Пардье, получил докторскую степень за исследования в области регуляции биосинтеза флавинов в бактериях. В период с 1961 по 1964 года работал постдоком под руководством Нэта Каплана в Брандейском Университете. Работая в его лаборатории с малатдегидрогеназой, Вильсон впервые столкнулся с зарождающейся тогда областью молекулярной эволюции. Нэт Каплан был одним из первых, кто рассматривал филогенетические проблемы с точки зрения имеющейся для белков информации. Впоследствии Вильсон успешно применит этот подход к изучению эволюции человека и приматов. После Брандейского университета Аллан вернулся в Беркли (1964) и основал свою лабораторию на кафедре биохимии, где и работал на протяжении всей своей оставшейся жизни.

## Молекулярные часы
Вильсон начал работу Берклийском университете в 1964 году и стал там профессором в 1972 году. Его первым главным научным достижением стало исследование эволюционной шкалы времени для эволюции гоминид, опубликованное в Science в декабре 1967 года. Работая вместе с Винсентом Сарихом, он показал, что эволюционная взаимосвязь между человеком и другими приматами, в частности с шимпанзе, гориллами и орангутанами, может быть получена из живых организмов, а не только исключительно из ископаемых вымерших существ.
Также они разработали способ фиксирования микрокоплемента. Суть метода в том, что измеряется сила иммунной реакции между антигеном (сывороточным альбумином) из одного вида и антителами, против того же антигена, но из другого биологического вида. Сила взаимодействия между антигеном и антителом тем выше, чем родственнее являются изучаемые виды.
Вильсон научился измерять эту “силу” количественно между различными видами (так называемые иммунологические расстояния). Если построить график зависимости иммунологического расстояния от времени эволюционного расхождения видов, для которых имеется хорошо изученная и подтвержденная эволюционная история, то обнаруживается, что молекулярная разница возрастает линейно со временем, в то, что было названо “молекулярными часами”. Построив калибровочную кривую, можно вывести время расхождения между парами видов с неизвестной или не достаточно изученной историей ископаемых.
Анализируя таким образом, разные виды, они пришли к довольно противоречивым данным. Используя этот метод, эволюционное расхождение между человеком, гориллой и шимпанзе составляет порядка 3-5 миллионов лет, что намного меньше общепринятых 9-30 миллионов лет, полученных палеоантропологами на основании анализа ископаемых гоминид, таких как сивапитеки. Данное расхождение оставалось спорным до момента обнаружения останков Люси (австралопитек, которая жила 3,2 млн. лет назад) в 1974 году.
Далее, Вильсон, но уже с другим аспирантом, Мари Клэр-Кинг, начали изучение расхождения между человеком и шимпанзе, причем они проанализировали не только иммунологических данных, но также и разницу в аминокислотах, и результаты белкового электрофореза. Они показали, что все методы приводят к одному и тому же: оба вида сходны более чем на 99%. Принимая во внимание значительные различия на уровне живых организмов и отсутствие столь существенной разницы на генетическом уровне, Кинг и Вильсон предположили, что организация генов между человеком и шимпанзе очень похожа, и, следовательно, это не может быть причиной эволюционного расхождения. Ключевым фактором является регуляция экспрессии этих генов, а именно когда и в какой последовательности продукты этих генов взаимодействуют в течение эмбриогенеза и развития. В сочетании с “теорией молекулярных часов”, эти результаты резко контрастировали с общепринятой точкой зрения, что наблюдаемые различия на организменном уровне, связаны с большими или меньшими скоростями расхождения на генетическом уровне.

## Митохондриальная Ева
В начале 1980-х годов Вильсон вместе с аспирантами Ребеккой Канн и Марком Стонекингок начали поиски информативного генетического маркера для отслеживания хода истории эволюции человека. Выбор пал на митохондриальную ДНК (мтДНК), найденную в цитоплазматических митохондриях. Поскольку мтДНК находится только в цитоплазме, то единственный способ её передачи к ребенку, это только от матери (от отца передача невозможна). Следовательно, при отсутствии генетической рекомбинации, мтДНК определяет происхождение женщины. Также, мтДНК довольно быстро мутирует, что дает возможность определения небольших генетических различий, между особями в пределах вида, используя картирование генома с помощью эндонуклеаз рестрикции. Таким образом, Вильсон, Канн и Стонекинг проанализировали различия между многими людьми, происходящих из разных континентальных групп. Они обнаружили, что у людей, живущих в Африке, наблюдаются наибольшие различия между индивидуумами, что согласуется с гипотезой об африканском происхождении людей. Более того, анализ показал, что все люди имеют одного и того же общего предшественника-женщину, которая жила в Африке несколько сотен тысяч лет назад. В популярной культуре её прозвали митохондриальной Евой. Это открытие, также как и его ранние результаты, были не сразу приняты научным сообществом. Признанная на тот момент гипотеза заключалась в том, что различные континентальные группы эволюционировали от разных предшественников, в течение нескольких миллионов лет с момента расхождения от шимпанзе. С другой стороны, данные мтДНК свидетельствуют о наличии общего для всех людей африканского предшественника, жившего не так уж и давно.

## Конец жизни, наследие
Аллан Вильсон болел лейкемией и после пересадки костного мозга скончался в субботу 21 июля, 1991 года в научно-исследовательском центре Фреда Хатчинсона в Сиэтле. Он умер в 56 лет, на пике своей научной славы. У Аллана осталась жена (скончалась в 2009 году) и двое детей, Рут (1961 года рождения; получил докторскую степень в области растительной биологии и переехал в Сиэтл) и Дэвид (родился в 1964 году; работает и живет во Франции).
Успех Вильсона как ученого был опосредован его сильным интересом и глубокими знаниями биохимии и эволюционной биологии, его настойчивостью при изучении эволюционных феноменов, и использование новых молекулярно-биологических приемов, которые помогли ему глубже разобраться и ответить на вопросы эволюционной биологии. После разработки количественного иммунологического метода, его лаборатория была первой, кто начал использовать картирование генома, с помощью эндонуклеаз рестрикции, как количественный генетический метод, что привело к раннему использованию секвенирования ДНК, и использованию ПЦР, для получения больших фрагментов геномной ДНК для генетического анализа популяций.
Аллан обучил десятки студентов, аспирантов (34 человека получили докторские степени в его лаборатории) и постдоков в области молекулярной эволюционной биологии. Его лаборатория опубликовала более 300 научных работ, и в 1970-1980 годах была признана Меккой для тех, кто желал работать в области молекулярной эволюции.
Как признание его заслуг и вклада в развитие эволюции и экологии Новой Зеландии, растительного и животного мира, а также человеческой истории, был построен Центр молекулярной экологии и эволюции им. Аллана Вильсона. Центр расположен при университете Массея в Палмерстон-Норт и является национальной коллаборацией университетов Отаго, королевы Виктории, Кентербери, Оклендского и Института исследования растений и продуктов питания. Центр закрылся в конце 2015 года из-за отказа правительства продолжить финансовую поддержку центра.
Также в память об ученом Films Media Group в 2008 году выпустила 41-минутный документальный фильм “Аллан Вильсон: эволюционный биохимик, биолог и гигант в молекулярной биологии.

## Награды и почетные звания[4]
- 1972: Стипендия Гуггенхайма
- 1983: член Американской академии искусств и наук
- 1986: стипендия Мак-Артура, член Лондонского Королевского Общества
- 1989: почетный доктор университета Отаго
- 1984: член Международной организации по изучению генома человека
- 1971: помощник редактора журнала Молекулярной эволюции (Journal of Molecular Evolution)
- 1990: награда от колледжа наук и искусств (Университет штата Вашингтон в Пулмане) за выдающиеся достижения
- 1991: 3M Life Sciences Award от Федерации американских обществ по экспериментальной биологии
- 1997: награда от новозеландской биотехнологической ассоциации выдающимся биотехнологам Новой Зеландии.